# Етенстат
Етенстат (њем. Ettenstatt) општина је у њемачкој савезној држави Баварска. Једно је од 27 општинских средишта округа Вајсенбург-Гунценхаузен. Према процјени из 2010. у општини је живјело 846 становника. Посједује регионалну шифру (AGS) 9577127.

## Географски и демографски подаци
Етенстат се налази у савезној држави Баварска у округу Вајсенбург-Гунценхаузен. Општина се налази на надморској висини од 440 метара. Површина општине износи 15,8 km². У самом мјесту је, према процјени из 2010. године, живјело 846 становника. Просјечна густина становништва износи 53 становника/km².